# Rechute (nouvelle)
Rechute est une nouvelle de Marcel Aymé, parue aux Éditions Gizard en 1950.

## Historique
Rechute paraît d'abord aux Éditions Gizard à Paris puis dans En arrière, le dernier recueil de nouvelles publié du vivant de l'auteur,  en 1950.

## Résumé
Josette vient d'être demandée en mariage par Bertrand d'Alleaume ; mais si la loi visant à instituer l'année de vingt-quatre mois passe, les deux tourtereaux se retrouvent âgés respectivement de treize et neuf ans...